# يولاندا أندرادي
يولاندا أندرادي (بالإسبانية: Yolanda Andrade)‏ هي ممثلة مكسيكية، ولدت في 28 ديسمبر 1971 في المكسيك. بدأت مشوارها المهني سنة 1988، ومن الجوائز التي نالتها زمالة غوغنهايم.

## جوائز
- زمالة غوغنهايم

## وصلات خارجية
- يولاندا أندرادي على موقع IMDb (الإنجليزية)
- يولاندا أندرادي على موقع قاعدة بيانات الفيلم (الإنجليزية)